# Flămânzi
Flămânzi es una ciudad con estatus de oraș de Rumania ubicada en el distrito de Botoșani.
Según el censo de 2011, tiene 10 136 habitantes, mientras que en el censo de 2002 tenía 11 799 habitantes. La mayoría de la población es de etnia rumana (90,06 %), con una minoría de gitanos (2,29 %).
La mayoría de los habitantes son cristianos de la Iglesia Ortodoxa Rumana (91,87 %).
Se conoce su existencia desde 1605. Adquirió rango urbano en 2004. Los pueblos de Chițoveni, Nicolae Bălcescu, Poiana y Prisăcani son pedanías de la ciudad.
Se ubica unos 20 km al sureste de Botoșani, sobre la carretera E58 que lleva a Iași.